# Alluvione di Genova del 27 settembre 1992
L'alluvione di Genova del 27 settembre 1992 si è verificata in seguito a fortissime precipitazioni cadute sul capoluogo ligure, causando 2 vittime nel quartiere di Sturla e ingenti danni economici.
Le intense piogge furono causate da una perturbazione atlantica che interessò tutto il centro-nord dell'Italia, abbattendosi con particolare forza sulla Liguria: già il 22 settembre la zona di Savona era stata devastata dagli allagamenti, con due vittime a Vado Ligure causate dall'esondazione del Quiliano.

## L'evento
Dopo una nottata caratterizzata da un forte Scirocco e afa opprimente, verso le 8 del mattino di domenica 27 settembre a ponente si avvertono i primi tuoni. Il temporale raggiunse il picco tra le 11 e le 18, proseguendo con minore intensità durante la serata e scaricando in dieci ore 480 mm di pioggia sul torrente Bisagno, che tracimò alle 23:30; le precipitazioni colpirono anche il quartiere di Sturla, nel levante cittadino, dove intorno alle 18 l'omonimo torrente straripò e invase il piano terra di una palazzina in via Conforti, causando la morte di due persone.
L'esondazione del torrente Bisagno colpì con violenza il centro cittadino e il quartiere di Marassi; in via Burlando e in Via Teatro Nazionale i vigili del fuoco evacuarono gli abitanti di due palazzine minacciate da una frana, mentre l'acqua invadeva via Canevari, Borgo Incrociati e piazza Galileo Ferraris; un'ondata di acqua e fango invase i locali del piano seminterrato del Museo di storia naturale Giacomo Doria, sito in via Brigata Liguria.
La tragicità della situazione spinse il sindaco Romano Merlo a chiedere la proclamazione dello stato di calamità: in molte zone della città mancavano ormai corrente elettrica e gas, i collegamenti telefonici risultavano interrotti, alcune strade in Val Trebbia e Val Bisagno erano invase da frane e migliaia di appartamenti e negozi erano distrutti dagli allagamenti.

## Conseguenze
La partita Sampdoria-Milan, valida per la 4ª giornata della Serie A 1992-1993 e che avrebbe dovuto avere luogo allo Stadio Luigi Ferraris il giorno dell'alluvione, fu rinviata al 23 dicembre. Lo stesso stadio, che sorge a poca distanza dal torrente Bisagno, fu invaso dall'acqua: la porta della stanza riservata all'arbitro Fabio Baldas cedette, costringendolo a fuggire sommerso fino alla cintola. Anche gli spogliatoi delle due squadre furono inondati, mentre i pullman che le trasportavano rimasero bloccati nelle strade allagate.
I tragici fatti avvenuti durante la settimana a Genova e Savona spinsero la Regione Liguria ad approntare un nuovo piano idrogeologico per far fronte al rischio di frane e straripamenti, rivelatosi però inefficace solo un anno dopo, quando Genova fu colpita da un'altra alluvione; il Governo Amato I, per coprire almeno in parte i danni provocati dall'alluvione, stanziò con un'apposita legge 100 miliardi di lire, poi tagliati dal successivo Governo Ciampi causando lo sdegno dei cittadini locali. A tal proposito Lino De Benetti, deputato dei Verdi eletto nel collegio di Genova, presentò un'interrogazione parlamentare.